# Leopold Lindtberg
Leopold Lindtberg (nació en Viena el 1 de junio de 1902; falleció el 18 de abril de 1984) fue un director de cine y teatro austríaco suizo. Huyó de Austria debido al Machtergreifung en Alemania y finalmente se estableció en Suiza.
Su hermana Hedwig estaba casada con el musicólogo austriaco / estadounidense Felix Salzer.

## Premios y distinciones
Festival Internacional de Cine de Venecia
| Año  | Categoría                      | Película                      | Resultado |
| ---- | ------------------------------ | ----------------------------- | --------- |
| 1941 | Coppa della Biennale           | Die mißbrauchten Liebesbriefe | Ganador   |
| 1946 | Gran Premio                    | La última oportunidad         | Ganador   |
| 1946 | Premio Internacional de la Paz | La última oportunidad         | Ganador   |

Festival Internacional de Cine de Berlín
| Año  | Categoría                | Película               | Resultado |
| ---- | ------------------------ | ---------------------- | --------- |
| 1951 | Oso de Oro a Mejor Drama | Cuatro en un jeep      | Ganador   |
| 1953 | Oso de Bronce            | Sie fanden eine Heimat | Ganador   |

- 1953 Laurel de plata de David O. Selznick Award por "Unser Dorf" (Nuestra aldea)
- 1956 Medalla Josef Kainz
- 1958 Miembro de la Academia de Bellas Artes de Berlín.
- 1958 Precio de Zúrich por "Unser Dorf" (Nuestra aldea)
- 1959 Película de la ciudad de Zúrich para "Vorposten der Menschheit" (Puesto avanzado de la humanidad)
- 1959 nombrado profesor por el presidente de la República de Austria
- 1961 Aguja Dorada del Schauspielhaus Zúrich
- 1969 Hans Reinhart Anillo
- 1974 Miembro honorario del Burgtheater
- 1976 Nestroy Ring
- Anillo Raymond 1982

## Filmografía
- 1932: Wenn zwei sich streiten (Kurzfilm)
- 1935: Jä-soo!
- 1938: Füsilier Wipf
- 1939: Wachtmeister Studer
- 1940: Die missbrauchten Liebesbriefe
- 1941: Landammann Stauffacher
- 1942: Der Schuss von der Kanzel
- 1944: Marie-Louise
- 1945: Die letzte Chance, con Emil Berna (Camera)
- 1947: Matto regiert, con Robert D. Garbade (Camera)[7]
- 1949: Swiss Tour
- 1950: Die Vier im Jeep
- 1953: Unser Dorf
- 1958: Vorposten der Zivilisation (Kurzdokumentarfilm)
- 1964: Nathan der Weise
- 1966: Der Meteor